# NGC 2088
NGC 2088 је расејано звездано јато у сазвежђу Златна риба које се налази на NGC листи објеката дубоког неба.
Деклинација објекта је - 68° 27' 56" а ректасцензија 5h 40m 59,9s. Привидна величина (магнитуда) објекта NGC 2088 износи 12,5 а фотографска магнитуда 12,8. NGC 2088 је још познат и под ознакама ESO 57-SC20.